# Kansas State Board of Educations

Delstaten Kansas

Kansas State Board of Education (KSBE) är en amerikansk delstatlig myndighet som är ansvarig för att övervaka den offentliga utbildningen i delstaten Kansas, USA. 
Styrelsen består av 10 valda medlemmar som tjänar fyraåriga mandatperioder och representerar specifika distrikt över hela delstaten. De viktigaste ansvarsområdena för KSBE inkluderar att fastställa utbildningsstandarder och mål, godkänna läroböcker och läroplaner samt fördela delstats- och federalt utbildningsbidrag till skolor och skoldistrikt. Styrelsen har också befogenhet att utfärda och återkalla lärarlicenser, övervaka skolors ackreditering och reglera implementeringen av delstats- och federalt utbildningspolitik.
Styrelsen möts regelbundet under året och håller också offentliga utfrågningar och möten för att samla in synpunkter från föräldrar, lärare och samhällsmedlemmar om utbildningsfrågor.

## Kontroverser
År 2005 beslutade KSBE att intelligent design skulle läras ut i delstatens skolor som ett alternativ till evolution. Beslutet möttes av kritik från landets akademier och ledde till grundandet av pastafarismen, vilketBobby Henderson senare begärde skulle läras ut i skolorna som ett tredje alternativ.